# Грантрайтинг
Грантрайтинг — це діяльність, спрямована на написання та подання заявок на отримання грантів, визначається як мистецтво викладення ідей та потреб з метою залучення фінансової підтримки від грантових фондів, комерційних та не комерційних організацій чи урядових структур. Зайняття грантрайтингом вимагає цілого комплексу професійних навичок з керування проектами, проведення аналітичних досліджень, планування, управління ризиками, маркетингу, PR-менеджменту, ділової комунікації, документообігу. Головне завдання — переконати потенційного грантодавця, що запропонований проект є найбільш ефективним, продуманим та фаховим, а ваша команда здатна виконати цей проект якнайкраще.

## Історія та значення грантрайтингу
Грантрайтинг сягає коріннями у 20-му столітті, коли філантропічні організації стали використовувати гранти як інструмент для фінансування ініціатив, спрямованих на розвиток суспільства. З того часу грантрайтинг став необхідною складовою частиною громадського сектору, забезпечуючи необхідні ресурси для розв'язання різноманітних проблем та підтримки соціальних інновацій.
Важливість грантрайтингу полягає в його здатності залучати фінансові ресурси для проєктів, спрямованих на поліпшення життя людей та розвиток громад. Завдяки грантам можна здійснити суттєвий вплив на сфери освіти, медицини, культури, екології та багато інших галузей.

## Розвиток грантрайтингу в Україні
З проголошенням Незалежності України, відколи демократичні держави світу почали підтримувати нас грантами, потреби в грантрайтингу не було, адже ресурси спрямовувалися для громадського сектору. Неприбутковий сектор не міг сформувати попит на консалтингові послуги з грантрайтингу. Після 2014 року почали з'являтися поодинокі експерти, які допомагали ситуативно формувати грантові проєкти. З початком повномасштабного вторгнення росії на територію України ринок стрімко наповнюється грантовими консультантами, які допомагають залучати грантові ресурси комерційним і некомерційним компаніям, а також органам влади та місцевого самоврядування. В Україні навіть виникла професія — грантрайтер, пов'язана з цією діяльністю.